# Wolfgang Michael Mylius

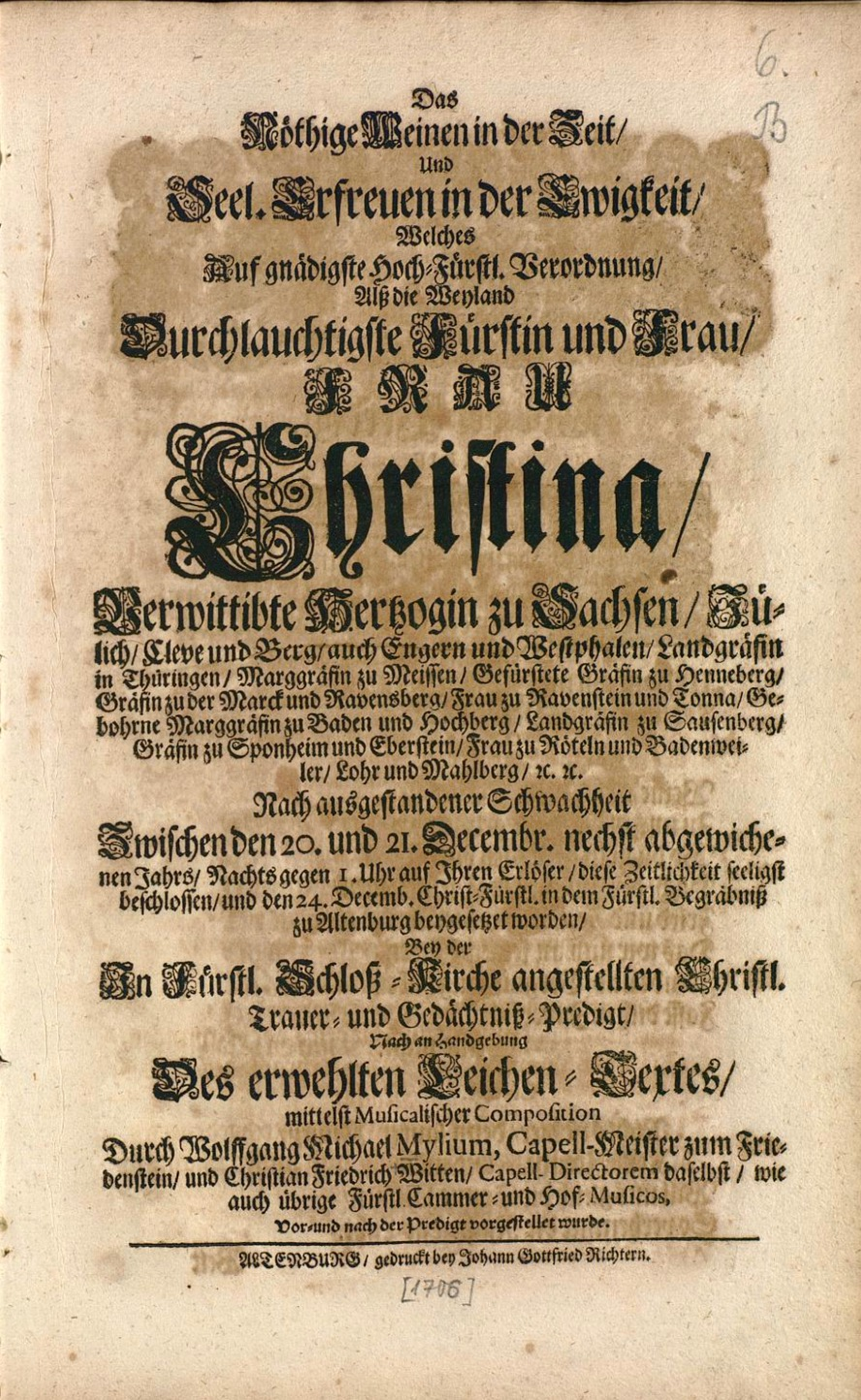
Titelblatt der Trauermusik für Herzogin Christina von Sachsen-Gotha-Altenburg von Mylius (1705)

Wolfgang Michael Mylius (* 1636 in Mannstedt; † Ende 1712 oder Anfang 1713 in Gotha) war ein deutscher Komponist und Kapellmeister.

## Leben
Sein Vater Andreas Mylius (* 1610; † 1648) war seit 1633 Pfarrer in Mannstedt und seit 1635 mit Maria geb. Axthelm († 1675) verheiratet. Im Jahre 1650 schrieb sich Wolfgang Michael im Fach Theologie an der Universität von Jena ein.
Am 31. Juli 1661 wurde er als Musiker am Hof des Herzogs Friedrich Wilhelm II. in Altenburg als Hochfürstlicher Altenburgischer Kapellmeister engagiert, der ihn vom 1. August 1661 bis zum 10. Dezember 1662 zum Studium bei Christoph Bernhard nach Dresden schickte.
Da 1669 die Hofkapelle von Altenburg aufgelöst wurde, ging er für drei Jahre in Pension, danach trat aber dann 1672 in die Kapelle des Herzogs Ernst I. von Sachsen-Gotha, der die Güter von Altenburg erbte, ein. Er wurde am 1. April 1676 die Nachfolger von Georg Ludwig Agricola als Hofkapellmeister in Gotha und richtete die Hofkapelle neu ein.
Er heiratete Anna Maria Oehlbeer, die 1690 in Gotha starb. Danach lebte er mit seiner Tochter Maria Elisabeth zusammen.
Im Jahre 1673 war er bei den Hochzeitsfeierlichkeiten von Kaiser Kaiser Leopold I. mit Claudia Felizitas von Österreich-Tirol in Wien zugegen. Er überreichte Leopold eine Reihe eigener Kompositionen, wobei ihm der Kaiser wiederum eine Eigenkomposition und eine goldene Kette überreichte.
Im Sommer 1708 hielt er sich mit seinem neuen Dienstherren Friedrich II. zusammen auf Schloss Neu-Augustusburg in Weißenfels zu den Festlichkeiten der Vermählung des Herzogs Johann Wilhelm von Sachsen-Eisenach mit Magdalena Sibylla von Sachsen-Weißenfels auf, um die dortigen Aufführungen der Hofoper zu studieren.
Neben seiner Rudimenta musices, die als eine der ersten Anleitungen zum Gesang gilt, komponierte Mylius religiöse Musikstücke und Singspiele, die aber nicht veröffentlicht wurden.
In der Literatur (u. a. ADB) wird des Öfteren fälschlicherweise Wolfgang Michael Mylius als Lehrer von Christoph Graupner genannt. Gemeint ist aber Gottfried Mylius (* 1659; † 1731), der um 1694 Kantor in Reichenbach im Vogtland war.

## Werk
- Maria gegrüßet seist du du Holdselige Sammlung Jacobi, Grimma, 1683.
- Rudimenta musices, das ist: eine kurtze und grundrichtige Anweisung zur Singe-Kunst, wie solche denen Knaben so wohl in Schulen, als in der Privat-Information wohl und richtig beyzubringen in welcher auch alle weitläufftige und zu solcher Unterrichtung unnöthige Regeln ausgelassen, das Nütz-lichste und Nothwendigste aber mit Fleiss angeführet und mit kurzen Exempeln der lieben Jugend zum Besten deutlich erkläret worden [...] An Tag gegeben von W. M. M. M. T. C. M. G. Gotha, 1685
- Motette für 4 Singstimmen und Basso continuo, 1697.
- Das Nöthige Weinen in der Zeit Und Seel. Erfreuen in der Ewigkeit ... : ... Alß die Weyland ... Frau Christina, Verwittibte Hertzogin zu Sachsen, ... Zwischen den 20. und 21. Decembr. ... Nachts gegen 1. Uhr ... diese Zeitlichkeit seeligst beschlossen, und den 24. Decemb. ... in dem Fürstl. Begräbniß zu Altenburg beygesetzet worden, Bey der ... Christl. Trauer- und Gedächtniß-Predigt ... mittelstMusicalischer Composition durch Wolffgang Michael Mylium ... wie auch übrige Fürstl. Cammer- und Hof-Musicos ... Vor- und nach der Predigt vorgestellet wurde Altenburg, 1706.
- Dialog für Sopran, Alt und gemischten Chor, 5 Gamben und B.c.
- Ein Mägdlein stund Lied